# One Shot (groupe de jazz)
Pour les articles homonymes, voir One Shot.
One Shot est un groupe de jazz et rock progressif français. Formé en 1998, il s'inscrit dans le courant Zeuhl et tous ses membres, en dehors du batteur, ont fait partie du groupe Magma.

## Biographie
One Shot est formé en 1998 par le claviériste Emmanuel Borghi et le guitariste James McGaw, tous deux anciens membres de Magma. Le duo est rejoint par le bassiste Philippe Bussonnet et le batteur Daniel Jeand'heur pour enregistrer un premier album studio auto-produit, homonyme, publié en 1999. À l'origine sous format cassette démo, l'album comprend une liste de pistes jazz rock influencées par la Mahavishnu Orchestra.
Ils signent ensuite au label indépendant Soleil Zeuhl. Ils y publient leur deuxième album, intitulé Vendredi 13, enregistré en live le 13 avril 2001 à la Cave à Musique de Mâcon et comprend une liste de pistes instrumentales proches de Magma avec une touche de King Crimson. Lors d'un entretien, le groupe décrit son style de « rock-jazz-progressif ». En 2006, le groupe publie son troisième album studio, Ewaz Vader, qui comprend des longues compositions approchant le heavy metal,,. Cet album est publié au label Le Triton. Deux ans plus tard, en 2008, le groupe publie son quatrième album studio, Dark Shot.
En 2010, Emmanuel Borghi quitte le groupe et est remplacé par Bruno Ruder aux claviers. Cette même année, ils rééditent leur premier album sous le titre Reforged au label Soleil Zeuhl. La réédition du premier album était épuisée, et celle-ci édition comporte également un titre de plus (Fleuve de D. Jeand'heur). Ils partent ensuite pour le Japon jouer à Tokyo au Fuji Rock Festival. Leur performance est enregistrée et publié sous le titre Live In Tokyo en 2011. Ils annoncent par la suite un nouvel album. Cependant, rien n'est publié, et seul un intégral, intitulé Intégral 1999/2010, sort en 2015 au label Le Triton.
Le 9 octobre 2021 et le 19 mars 2022, le groupe effectue deux concerts au Triton (Les Lilas) et sort, pour l'occasion, un album live hommage à James Mac Gaw intitulé À James.

## Membres

### Membres actuels
- Philippe Bussonnet - basse
- Daniel Jeand'Heur - batterie
- Bruno Ruder - claviers (depuis 2010)
- Emmanuel Borghi - claviers (depuis 2021)

### Ancien membre
- James Mac Gaw - guitare (1998-2021, décédé en 2021)
- Emmanuel Borghi - claviers (1998-2010)

## Discographie
- 1999 : One Shot
- 2001 : Vendredi 13
- 2006 : Ewaz Vader[9]
- 2008 : Dark Shot[10]
- 2010 : Reforged
- 2011 : Live In Tokyo
- 2015 : Intégral 1999/2010 (coffret)
- 2022 : À James (Live)[11]
- 2023 : 111

## Liens
- Ressources relatives à la musique :   - Bandcamp
  - Discogs
  - MusicBrainz
  - Muziekweb
- Notices d'autorité :   - VIAF
  - ISNI
  - LCCN